# Affligem, Belgien
Affligem är en kommun i Belgien.   Den ligger i provinsen Flamländska Brabant och regionen Flandern, i den centrala delen av landet, 18 kilometer väster om huvudstaden Bryssel. Antalet invånare är 12 415.
Omgivningarna runt Affligem är en mosaik av jordbruksmark och naturlig växtlighet. Runt Affligem är det tätbefolkat, med 511 invånare per kvadratkilometer.